# Odisha Football Club 2020-2021
Questa voce raccoglie le informazioni riguardanti il Odisha nelle competizioni ufficiali della stagione 2020-2021.

## Organico

### Rosa
| N. |                      | Ruolo | Calciatore               |
| -- | -------------------- | ----- | ------------------------ |
| 1  | India (bandiera)     | P     | Arshdeep Singh           |
| 2  | India (bandiera)     | C     | Thoiba Singh Moirangthem |
| 3  | India (bandiera)     | D     | Mohammad Sajid Dhot      |
| 4  | India (bandiera)     | C     | Lalhrezuala Sailung      |
| 5  | India (bandiera)     | D     | Hendry Antonay           |
| 6  | Sudafrica (bandiera) | C     | Cole Alexander           |
| 7  | Scozia (bandiera)    | C     | Brad Inman               |
| 8  | India (bandiera)     | C     | Paul Ramfangzauva        |
| 9  | India (bandiera)     | C     | Samuel Lalmuanpuia       |
| 11 | Brasile (bandiera)   | A     | Diego Maurício           |
| 12 | India (bandiera)     | D     | Saurabh Meher            |
| 13 | India (bandiera)     | D     | Gaurav Bora              |
| 14 | India (bandiera)     | A     | Daniel Lalhlimpuia       |
| 15 | India (bandiera)     | C     | Shubham Sarangi          |

| N. |                        | Ruolo | Calciatore            |
| -- | ---------------------- | ----- | --------------------- |
| 16 | India (bandiera)       | C     | Vinit Rai             |
| 17 | India (bandiera)       | C     | Jerry Mawihmingthanga |
| 18 | Australia (bandiera)   | D     | Jacob Tratt           |
| 19 | India (bandiera)       | C     | Isak Vanlalruatfela   |
| 21 | India (bandiera)       | P     | Kamaljit Singh        |
| 22 | India (bandiera)       | C     | Nandha Kumar Sekar    |
| 23 | India (bandiera)       | P     | Ravi Kumar            |
| 24 | Spagna (bandiera)      | A     | Manuel Onwu           |
| 26 | India (bandiera)       | D     | Kamalpreet Singh      |
| 27 | Inghilterra (bandiera) | D     | Steven Taylor         |
| 28 | India (bandiera)       | A     | Premjit Singh         |
| 32 | India (bandiera)       | D     | George D'Souza        |
| 33 | India (bandiera)       | A     | Baoringdao Bodo       |
| 66 | India (bandiera)       | D     | Rakesh Pradhan        |

#### Altri giocatori
| N. |                    | Ruolo | Calciatore       |
| -- | ------------------ | ----- | ---------------- |
|    | Senegal (bandiera) | C     | Diawandou Diagne |

| N. |  | Ruolo | Calciatore |
| -- |  | ----- | ---------- |

### Staff tecnico
- Steven Dias - Allenatore ad interim
- Rogerio Ramos - Allenatore portieri

## Calciomercato
| Acquisti | Acquisti                 | Acquisti           | Acquisti   |
| R.       | Nome                     | da                 | Modalità   |
| -------- | ------------------------ | ------------------ | ---------- |
| P        | Kamaljit Singh           | Hyderabad          | Definitivo |
| P        | Ravi Kumar               | Mumbai City        | Definitivo |
| P        | Arshdeep Singh           |                    |            |
| D        | George D'Souza           | Goa                | Definitivo |
| D        | Hendry Antonay           | Chennaiyin         | Definitivo |
| D        | Saurabh Meher            | Indian Arrows      | Definitivo |
| D        | Kamalpreet Singh         | East Bengal        | Definitivo |
| D        | Jacob Tratt              | Perth Glory        | Definitivo |
| D        | Steven Taylor            | Wellington Phoenix | Definitivo |
| D        | Mohammad Sajid Dhot      |                    |            |
| D        | Gaurav Bora              |                    |            |
| C        | Thoiba Singh Moirangthem | Punjab             | Definitivo |
| C        | Shubham Sarangi          |                    |            |
| C        | Samuel Lalmuanpuia       | Kerala Blasters    | Definitivo |
| C        | Isak Vanlalruatfela      | Aizawl             | Definitivo |
| C        | Paul Ramfangzauva        | Aizawl             | Definitivo |
| C        | Diawandou Diagne         |                    |            |
| C        | Marcelinho               | Hyderabad          | Definitivo |
| C        | Vinit Rai                |                    |            |
| C        | Cole Alexander           | Bidvest Wits       | Definitivo |
| C        | Lalhrezuala Sailung      |                    |            |
| C        | Nandha Kumar Sekar       |                    |            |
| C        | Jerry Mawihmingthanga    |                    |            |
| A        | Daniel Lalhlimpuia       |                    |            |
| A        | Baoringdao Bodo          | Kerala Blasters    | Definitivo |
| A        | Premjit Singh            | TRAU               | Definitivo |
| A        | Birsa Tudu               | Digwadih           | Definitivo |
| A        | Diego Maurício           |                    | Svincolato |
| A        | Manuel Onwu              | Bengaluru          | Definitivo |

| Cessioni | Cessioni             | Cessioni        | Cessioni   |
| R.       | Nome                 | a               | Modalità   |
| -------- | -------------------- | --------------- | ---------- |
| P        | Albino Gomes         | Kerala Blasters | Definitivo |
| P        | Francisco Dorronsoro | Badalona        | Definitivo |
| D        | Fanai Lalchhuanmawia | Chennaiyin      | Definitivo |
| D        | Carlos Delgado       | Castellón       | Definitivo |
| D        | Narayan Das          |                 | Svincolato |
| C        | Martín Pérez Guedes  | Gimnasia (J)    | Definitivo |
| C        | Marcos Tébar         |                 | Svincolato |
| C        | Romeo Fernandes      |                 | Svincolato |
| C        | Bikramjit Singh      | Punjab FC       | Definitivo |
| A        | Xisco Hernández      |                 | Svincolato |

### Mercato invernale
| Acquisti | Acquisti       | Acquisti        | Acquisti |
| R.       | Nome           | da              | Modalità |
| -------- | -------------- | --------------- | -------- |
| D        | Rakesh Pradhan | NorthEast Utd   | Prestito |
| C        | Brad Inman     | ATK Mohun Bagan | Prestito |

| Cessioni | Cessioni   | Cessioni        | Cessioni |
| R.       | Nome       | a               | Modalità |
| -------- | ---------- | --------------- | -------- |
| C        | Marcelinho | ATK Mohun Bagan | Prestito |

#### Cambio di allenatore
| Allenatore in uscita   | Motivo  | Dal             | Fino al          | Allenatore in entrata  | A partire dal    |
| ---------------------- | ------- | --------------- | ---------------- | ---------------------- | ---------------- |
| Stuart Baxter          | Esonero | 19 giugno 2020  | 3 febbraio 2021  | Gerry Peyton (Interim) | 3 febbraio 2021  |
| Gerry Peyton (Interim) | Interim | 3 febbraio 2021 | 23 febbraio 2021 | Steven Dias (Interim)  | 23 febbraio 2021 |

## Risultati

### Indian Super League
| Arbitro: | Nagvenkar T. |

|  |           |                            |
|  | Marcatori | 35’ (Rig.) Aridane Santana |

| Arbitro: | Mondal P. |

|                                |           |                           |
| Nerijus Valskis 12’ (Rig.) 27’ | Marcatori | 77’, 90+3’ Diego Maurício |

| Arbitro: | Meitei A. |

|                   |           |  |
| Roy Krishna 90+5’ | Marcatori |  |

| Arbitro: | Bakshi R. |

|                                                   |           |  |
| Bartholomew Ogbeche 30’ (Rig.) Rowllin Borges 45’ | Marcatori |  |

| Arbitro: | Mondal P. |

|  |           |                   |
|  | Marcatori | 45+2’ Igor Angulo |

| Arbitro: | Kumar S. |

|                   |           |                                     |
| Steven Taylor 71’ | Marcatori | 38’ Sunil Chhetri 79’ Cleiton Silva |

| Arbitro: | Mondal P. |

|                                       |           |                                               |
| Diego Maurício 23’ Cole Alexander 67’ | Marcatori | 45+2’ Benjamin Lambot 65’ (Rig.) Kwesi Appiah |

| Arbitro: | Crystal J. |

|                                                                  |           |                         |
| Anthony Pilkington 12’ Jacques Maghoma 39’ Bright Enobakhare 88’ | Marcatori | 90+4’ (A.g.) Daniel Fox |

| Arbitro: | Mondal P. |

|                                  |           |                                                                      |
| Jordan Murray 7’ Gary Hooper 79’ | Marcatori | 22’ (A.g.) Shubham Sarangi 42’ Steven Taylor 50’, 60’ Diego Maurício |

| Bambolim 10 gennaio 2021, ore 19:00 UTC+5:30 11ª giornata | Chennaiyin | 0 – 0 referto | Odisha | GMC Stadium (0 spett.)\| Arbitro: \| Crystal J. \| |
| Arbitro:                                                  | Crystal J. |               |        |                                                    |

| Arbitro: | Baksi R. |

|                    |           |                     |
| Diego Maurício 64’ | Marcatori | 15’ 21’ (Rig.) Isma |

| Arbitro: | Kumar S. |

|                        |           |                    |
| Holicharan Narzary 13’ | Marcatori | 51’ Cole Alexander |

| Arbitro: | Nagvenkar T. |

|                   |           |                   |
| Erik Paartalu 82’ | Marcatori | 8’ Diego Maurício |

| Arbitro: | Kumar S. |

|  |           |                     |
|  | Marcatori | 41’ Mobashir Rahman |

| Arbitro: | Nagvenkar T. |

|                      |           |                                                  |
| Cole Alexander 45+1’ | Marcatori | 11’, 54’ Manvir Singh 83’ (Rig.) 86’ Roy Krishna |

| Arbitro: | Nagvenkar T. |

|                         |           |                                   |
| Diego Maurício 45’, 74’ | Marcatori | 52’ Jordan Murray 68’ Gary Hooper |

| Arbitro: | Banerji P. |

|                                        |           |                  |
| Luís Machado 9’, 24’ Deshorn Brown 19’ | Marcatori | 45+1’ Brad Inman |

| Arbitro: | Baksi R. |

|                                                       |           |                    |
| Alberto Noguera 18’ Jorge Ortiz 26’ Iván González 75’ | Marcatori | 30’ Diego Maurício |

| Arbitro: | Nagvenkar T. |

|                          |           |                                                                       |
| Diego Maurício 9’ (Rig.) | Marcatori | 13’, 43’ Bartholomew Ogbeche 38’, 47’, 86’ Bipin Singh 44’ Cy Goddard |

| Arbitro: | Kundu H. |

| |           |                                                                                                  |
| Lalhrezuala Sailung 33’ Paul Ramfangzauva 49’, 66’ Jerry Mawihmingthanga 51’, 67’ Diego Maurício 70’ | Marcatori | 24’ Anthony Pilkington 37’ (A.g.) Ravi Kumar 60’, 90+5’ Aaron Amadi-Holloway 74’ Jeje Lalpekhlua |

### Andamento in campionato
| Giornata  | 1  | 2  | 3  | 4  | 5  | 6  | 7  | 8  | 9  | 10 | 11 | 12 | 13 | 14 | 15 | 16 | 17 | 18 | 19 | 20 | 21 | 22 |
| --------- | -- | -- | -- | -- | -- | -- | -- | -- | -- | -- | -- | -- | -- | -- | -- | -- | -- | -- | -- | -- | -- | -- |
| Luogo     | C  | T  | T  | T  | C  | X  | C  | C  | T  | T  | T  | C  | T  | T  | X  | C  | C  | C  | T  | T  | C  | C  |
| Risultato | P  | N  | P  | P  | P  | X  | P  | N  | P  | V  | N  | P  | N  | N  | X  | P  | P  | N  | P  | P  | P  | V  |
| Posizione | 11 | 10 | 10 | 10 | 10 | 10 | 11 | 11 | 11 | 11 | 11 | 11 | 11 | 11 | 11 | 11 | 11 | 11 | 11 | 11 | 11 | 11 |

Legenda:

Luogo: C = Casa; T = Trasferta. Risultato: V = Vittoria; N = Pareggio; P = Sconfitta.